# 中野区立中野第一小学校
中野区立中野第一小学校（なかのくりつ なかのだいいいちしょうがっこう）は、東京都中野区本町3丁目にある公立小学校。

## 概要
中野区の統合新校として桃園小学校と向台小学校を統合し2019年4月に開校。

## 沿革
- 2019年（平成31年）4月1日 - 開校。
- 2020年（令和2年）
  - 3月24日 - 第1回卒業式挙行。
  - 3月25日 - 最初の修了式挙行。
- 2021年（令和3年）4月1日 - 校舎が、弥生町から移転。

## 主な出来事
- 2020年10月12日から同月26日までの間、児童、教員ら100人超に発熱や下痢などの食中毒症状が出た[1]。第一感染者の児童は、翌日に急に具合が悪くなったと話している。

## アクセス
- 都営バス「王78」・「宿91」の各系統で、「宝仙寺」バス停下車後、
  - 1番のりば（新宿駅西口方面行）から、徒歩約250m・約4分（直線距離では約185mだが、「宝仙寺前」T字路交差点の横断歩道経由となるため、若干の遠回りとなる）。
  - 2番のりば（新宿駅西口方面発）から、徒歩約260m・約4分。
- 東京メトロ丸ノ内線・都営地下鉄大江戸線中野坂上駅（出口3）から、徒歩約385m・約6分。

## 周辺
- 中野区立本町保育園 - 進級前保育園のひとつ
- 青桐病院
- 本二東郷やすらぎ公園
- 圭友会小原病院
- 中野本町三丁目郵便局
- 東京都道・埼玉県道4号東京所沢線（青梅街道）
- なお、周辺には「プラウド中野本町」などのマンション・アパートなども点在する。